# Vincent Vermeij
Vincent Vermeij (Blaricum, 9 agosto 1994) è un calciatore olandese, attaccante della Dinamo Dresda.

## Carriera

### Club
Ha giocato nella prima divisione olandese.

### Nazionale
Ha giocato nella nazionale olandese Under-21.

## Statistiche

### Presenze e reti nei club
Statistiche aggiornate all'8 aprile 2018.
| Stagione               | Squadra                | Campionato             | Campionato | Campionato | Coppe nazionali | Coppe nazionali | Coppe nazionali | Coppe continentali | Coppe continentali | Coppe continentali | Altre coppe | Altre coppe | Altre coppe | Totale | Totale | Totale |
| Stagione               | Squadra                | Comp                   | Pres       | Reti       | Comp            | Pres            | Reti            | Comp               | Pres               | Reti               | Comp        | Pres        | Reti        | Pres   | Reti   |        |
| ---------------------- | ---------------------- | ---------------------- | ---------- | ---------- | --------------- | --------------- | --------------- | ------------------ | ------------------ | ------------------ | ----------- | ----------- | ----------- | ------ | ------ | ------ |
| 2013-gen. 2014         | Jong Ajax              | ED                     | 17         | 2          | -               | -               | -               | -                  | -                  | -                  | -           | -           | -           | 17     | 2      |        |
| gen.-giu. 2014         | De Graafschap          | ED                     | 13+4       | 7+2        | CO              | -               | -               | -                  | -                  | -                  | -           | -           | -           | 17     | 9      |        |
| 2014-2015              | De Graafschap          | ED                     | 38+6       | 18+2       | CO              | 2               | 1               | -                  | -                  | -                  | -           | -           | -           | 46     | 21     |        |
| 2015-2016              | De Graafschap          | E                      | 33+3       | 9          | CO              | 1               | 0               | -                  | -                  | -                  | -           | -           | -           | 37     | 9      |        |
| Totale De Graafschap   | Totale De Graafschap   | Totale De Graafschap   | 84+13      | 34+4       |                 | 3               | 1               |                    | -                  | -                  |             | -           | -           | 100    | 39     |        |
| 2016-2017              | Heracles Almelo        | E                      | 14         | 2          | CO              | 1               | 2               | -                  | -                  | -                  | -           | -           | -           | 15     | 4      |        |
| 2017-2018              | Heracles Almelo        | E                      | 23         | 5          | CO              | 3               | 1               | -                  | -                  | -                  | -           | -           | -           | 26     | 6      |        |
| Totale Heracles Almelo | Totale Heracles Almelo | Totale Heracles Almelo | 37         | 7          |                 | 4               | 3               |                    | -                  | -                  |             | -           | -           | 41     | 10     |        |
| Totale carriera        | Totale carriera        | Totale carriera        | 138+13     | 43+4       |                 | 7               | 4               |                    | -                  | -                  |             | -           | -           | 158    | 51     |        |